# Université fédérale de Goiás
L'université fédérale de Goiás (Universidade Federal de Goiás ou UFG) est une université fédérale brésilienne située principalement à Goiânia, capitale de l'État de Goiás.
Elle est reconnue parmi les meilleures universités du Brésil, notamment dans le domaine de la écologie, de la biotechnologie et du journalisme, qui sont des références au niveau national.

## Histoire
La première faculté de l’État, la faculté de droit, est créée le 13 août 1898. Elle regroupait alors les facultés de droit et médecine sous le nom d'Université de Goiás.